# 4070 Rozov
A 4070 Rozov (ideiglenes jelöléssel 1980 RS2) a Naprendszer kisbolygóövében található aszteroida. Ljudmilla Vasziljevna Zsuravljova fedezte fel 1980. szeptember 8-án.